# Traiguera
Traiguera é um município da Espanha na província de Castelló, Comunidade Valenciana. Tem 59,8 km² de área e em 2021 tinha 1 358 habitantes (densidade: 22,7 hab./km²).

## Demografia
| Variação demográfica do município entre 1991 e 2004 | Variação demográfica do município entre 1991 e 2004 | Variação demográfica do município entre 1991 e 2004 | Variação demográfica do município entre 1991 e 2004 |
| --------------------------------------------------- | --------------------------------------------------- | --------------------------------------------------- | --------------------------------------------------- |
| 1991                                                | 1996                                                | 2001                                                | 2004                                                |
| 1646                                                | 1597                                                | 1570                                                | 1561                                                |